# Movie Drugstore
Movie Drugstore è un programma televisivo settimanale in onda su Rai Movie nel 2013.

## Il programma
Il programma è l'evoluzione del magazine Drugstore, andato in onda su Rai Movie nel 2012.
Il programma va in onda dall'11 febbraio 2013, e viene trasmesso da Rai Movie, canale tematico RAI del digitale terrestre (aree switch off) e/o della piattaforma satellitare Tivùsat. È condotto da Miriam Leone e Livio Beshir e va in onda ogni lunedì in seconda serata, alle ore 23:10 circa.
Tra le novità del programma, la presenza di ospiti in studio e servizi esterni con Livio Beshir che segue festival, anteprime ed eventi legati al mondo della celluloide. Inoltre vi sono interviste esclusive, collegamenti via web con i grandi personaggi del cinema, brevi monografie su star e generi cinematografici, nuove rubriche e "telecamere di sorveglianza" per sapere ciò che succede nel mondo del grande schermo.
Per ventitré puntate Miriam Leone accompagna l'ospite della settimana tra i diversi ‘reparti’ del nuovo studio, un vero e proprio drugstore all'americana, dove ogni reparto è una rubrica dedicata ad un genere cinematografico diverso - Romance, Action, Thriller, Comedy, il ‘piccante’ Reparto X e molto altro - per scoprire gli "articoli in offerta". Tra i reparti, anche i “Nuovi arrivi” della settimana con un focus su tre trailer di tre generi cinematografici per conoscere i film da non perdere, in uscita o già nelle sale, e la programmazione di Rai Movie, che propone i tre migliori film in onda sul canale. Nella rubrica anche highlights per scoprire ogni settimana una pellicola che ha fatto la storia del cinema attraverso le sue cinque scene più forti e significative. Non mancherà il reparto ‘sorveglianza’: sei ‘telecamere’ riveleranno cosa succede in altrettanti luoghi del mondo del cinema e dello showbiz internazionale, dalle principali rassegne cinematografiche al gossip.